# Evergreens des Nordens
Evergreens des Nordens är det sjätte musikalbumet av den tyska popduon De Plattfööt.

## Låtlista
1. Ssü, ssa, harr'ck man'n Lütten
2. Dor is miene Heimat
3. Lütt Matten de Haas
4. Bohnenpott
5. De Eickboom
6. De Linnewewers
7. Dat du mien Leevsten büst
8. Herrn Pastor sin Kauh
9. Vedder Michel
10. Wo die Ostseewellen.....
11. An der Eck steiht'n Jung
12. De Hornpiep
13. Trina, kümm mal vör de Dör
14. Över de stillen Straafen